# Uato-Lari (Vemasse)
Uato-Lari (Uatu-Lari, Uatulari, Watulari) ist ein osttimoresischer Suco im Verwaltungsamt Vemasse (Gemeinde Baucau).

## Geographie
Vor der Gebietsreform 2015 hatte Uato-Lari eine Fläche von 19,19 km². Nun sind es 19,03 km². Der Suco liegt im Osten des Verwaltungsamts Vemasse. Nördlich liegt der Suco Ostico, westlich der Suco Caicua, südlich der Suco Ossouala und südöstlich der Suco Loilubo. Im Osten grenzt Uato-Lari an das Verwaltungsamt Baucau mit seinem Suco Gariuai. Im Grenzgebiet zu Caicua entspringt der Fluss Manuleiden, der einem Teil der Grenze folgt.
Die größeren Ortschaften des Sucos liegen in seinem Südosten. Hier liegen neben Uato-Lari in direkter Nachbarschaft zueinander die Dörfer Bahalale (Bahafale), Uaiharabo'o (Uaiharehoo, Uaiharchoo) und Naulale (Naulate). Die nächste Grundschule liegt im Suco Loilubo, im Ort Waidu.
Im Suco befinden sich die drei Aldeias Bahalale, Naulale und Uaiharabo'o.

## Einwohner
In Uato-Lari leben 1.450 Einwohner (2022), davon sind 740 Männer und 710 Frauen. Im Suco gibt es 259 Haushalte. 95 % sprechen als Muttersprache den „Bergdialekt“ des Waimaha, das zu den Kawaimina-Sprachen gehört. Etwa 5 % sprechen Tetum Prasa.

## Politik
Bei den Wahlen von 2004/2005 wurde Marcal da Costa Correia zum Chefe de Suco gewählt. Bei den Wahlen 2009 gewann Martinho Sebastião Freitas und 2016 Venâncio da Costa. Er wurde 2023 in seinem Amt bestätigt.
2023 wurden als Chefe de Aldeias gewählt: Zito Vaz Guterres (Bahalale), André Freitas (Naulale) und Adelino Gusmão  (Uaiharabo'o).